# Собор Святого Александра и Святого Николая
Собор Святого Александра и Святого Николая (рум. Catedrala Sfântul Alexandru și Sfântul Nicolae) — храм Тулчской епархии Румынской православной церкви в городе Сулина.
Храм построен в память о героизме, проявленном русско-румынской армией 30 августа 1877 года (по юлианскому календарю) в день памяти святителя Александра Константинопольского. Собор заложен 31 октября 1910 года в присутствии короля Кароля I и его жены королевы Елизаветы. К 1912 году были построены стены, после чего работы остановились. В 1933 году после визита короля Кароля II работы возобновились. Была выполнена внешняя отделка, в том числе мозаичные медальоны с ликами святых из муранского стекла, после чего работы вновь остановились.
В 1975 году Сулину в сопровождении Николае Чаушеску посетила королева Нидерландов Юлиана, которая пожелала увидеть собор, построенный румынской королевской семьёй. Узнав, что он не достроен, королева предложила взять все расходы по достройке на себя. Уязвлённый Чаушеску приказал закончить строительство за счёт государства. В 1976 году работы возобновились. К началу 1980-х была закончена роспись и внутреннее убранство. 5 сентября 1982 года состоялось освящение собора.